# Luis Baltes
Luis Baltes (* 18. März 1984 in München) ist ein deutscher Rapper und Beatboxer. Bekannt wurde er unter anderem mit seiner eigenen Band Luis Laserpower und mit der Band Fünf Sterne deluxe.

## Biographie
Luis Baltes verbrachte seine Jugend in Mannheim und in Landau in der Pfalz. Ab 2006 besuchte er die Popakademie Baden-Württemberg in Mannheim.
Baltes ist Rapper, Sänger, Songwriter, Produzent, DJ und Beatboxer und produziert nach dem Ende seiner Band Luis Laserpower seine eigene Musik. Er arbeitete u. a. für Michael Schulte, Adam Stacks, Jens Loh's Hippie und Cris Cosmo.
Er lebt heute in Hamburg.

## Diskografie

### Singles
- 2016: Be Like Us (Adam Stacks)
- 2019: Oh ja
- 2020: Nobody
- 2020: Paranoia